# Ooh La La (bài hát của Britney Spears)
"Ooh La La" là một bài hát của nghệ sĩ thu âm người Mỹ Britney Spears. Bài hát phát hành ngày 17 tháng 6 năm 2013, là ca khúc chủ đề của bộ phim hoạt hình Xì trum 2. Bài hát được sáng tác và sản xuất bởi Lukasz "Dr. Luke" Gottwald, Joshua "Ammo" Coleman và Henry "Cirkut" Walter, với sự tham gia hỗ trợ viết lời từ Bonnie McKee, Jacob Kasher Hindlin, Lola Blanc và Fransisca Hall.

## Bối cảnh và sản xuất
"Ooh La La" được viết bởi Ammo, Fransisca Hall và Lola Blanc, dự định trở thành đĩa đơn đầu tay của nhạc sĩ này. Tuy nhiên, theo yêu cầu của nhà sản xuất là Dr. Luke thì một thỏa thuận mới đã được thực hiện, theo đó Spears được phép phát hành chính thức bài hát này. Dr. Luke đã cộng tác với các nhạc sĩ khác như Cirkut, Jacob Kasher, và Bonnie McKee để viết lại một số đoạn lời trong bài hát, biến nó thành một bài hát gần gũi hơn với trẻ em. Những nhà sản xuất bài hát là Dr Luke, Cirkut và Ammo. Spears quyết định thu âm bài hát và nó trở thành soundtrack của phim Xì Trum 2 bởi vì theo như cô thì cô "luôn luôn yêu quý Smurfs như một đứa trẻ và hiện tại thì con trai của cô là một người hâm mộ Xì Trum. Tôi muốn gây bất ngờ cho bọn trẻ bằng một bài hát trong phim."

## Video nhạc
Video nhạc được đạo diễn Marc Klasfeld quay vào tháng 6. Trong video có sự xuất hiện của hai con trai của Spears là Sean Preston và Jayden James Federline, đồng thời có thêm sự xuất hiện ngắn ngủi của cháu gái Maddie Aldridge. Video được phát hành lần đầu tiên trên kênh Vevo chính thức của nữ ca sĩ vào ngày 11 tháng 7 năm 2013. MSN Music đã nhấn mạnh rằng những cảnh mở màn từ video "Ooh La La" nhằm tỏ lòng kính trọng đến video nhạc "Nasty" của Janet Jackson, nói rằng "Đoạn video nhạc diễn ra như một phiên bản trẻ con thân thiện của "Nasty" - video nhạc của Janet Jackson".

## Danh sách track
Bản kỹ thuật số/CD
| STT              | Nhan đề                               | Sáng tác                                                                                                | Thời lượng |
| ---------------- | ------------------------------------- | --- | ---------- |
| 1.               | "Ooh La La" (Britney Spears thể hiện) | Lukasz Gottwald Bonnie McKee Fransisca Hall Henry Walter Jacob Kasher Hindlin Joshua Coleman Lola Blanc | 4:17       |
| 2.               | "Vacation" (GRL thể hiện)             | Max Martin Gottwald McKee Walter                                                                        | 3:36       |
| Tổng thời lượng: | Tổng thời lượng:                      | Tổng thời lượng:                                                                                        | 7:53       |

Đĩa CD tại Đức
| STT              | Nhan đề                      | Sáng tác                                        | Thời lượng |
| ---------------- | ---------------------------- | ----------------------------------------------- | ---------- |
| 1.               | "Ooh La La"                  | Gottwald McKee Hall Walter Kasher Coleman Blanc | 4:17       |
| 2.               | "Ooh La La" (nhạc không lời) | Gottwald McKee Hall Walter Kasher Coleman Blanc | 4:17       |
| Tổng thời lượng: | Tổng thời lượng:             | Tổng thời lượng:                                | 8:34       |

## Xếp hạng
| Bảng xếp hạng (2013)                     | Vị trí cao nhất |
| ---------------------------------------- | --------------- |
| Bỉ (Ultratip Flanders)                   | 11              |
| Bỉ (Ultratip Wallonia)                   | 8               |
| Canada (Canadian Hot 100)                | 37              |
| Croatia (HRT)                            | 33              |
| Pháp (SNEP)                              | 73              |
| Đức (GfK)                                | 86              |
| Hungary (Single Top 40)                  | 5               |
| Nhật Bản (Japan Hot 100)                 | 54              |
| South Korea (International Chart) (GAON) | 1               |
| Anh Quốc (OCC)                           | 72              |
| Hoa Kỳ Billboard Hot 100                 | 54              |
| Hoa Kỳ Pop Airplay (Billboard)           | 21              |

## Lịch sử phát hành
| Quốc gia       | Ngày phát hành           | Định dạng phát hành    | Hãng đĩa                  |
| -------------- | ------------------------ | ---------------------- | ------------------------- |
| Pháp           | Ngày 17 tháng 6 năm 2013 | Tải nhạc kỹ thuật số   | Sony Music Entertainment  |
| Đức            | Ngày 17 tháng 6 năm 2013 | Tải nhạc kỹ thuật số   | Sony Music Entertainment  |
| Hoa Kỳ         | Ngày 17 tháng 6 năm 2013 | Tải nhạc kỹ thuật số   | Kemosabe Kids RCA Records |
| Hoa Kỳ         | Ngày 25 tháng 6 năm 2013 | CD (Walmart độc quyền) | RCA Records               |
| Hoa Kỳ         | Ngày 25 tháng 6 năm 2013 | Mainstream radio       | RCA Records               |
| Vương Quốc Anh | Ngày 28 tháng 7 năm 2013 | Tải nhạc số            | Sony Music Entertainment  |
| Đức            | Ngày 2 tháng 8 năm 2013  | CD                     | Sony Music Entertainment  |